# Modelo 1 a 1
En el contexto de la educación, el Modelo Computacional 1 a 1 (a veces abreviado como "1:1") se refiere a políticas educativas que utilizan dispositivos electrónicos como soporte de enseñanza. Este modelo se ha desarrollado en los últimos años en distintos países del mundo y consiste en entregar a las instituciones educativas dispositivos electrónicos para que cada estudiante pueda acceder a Internet, a los materiales de curso digital y a los libros de textos digitales.
El concepto ha sido activamente explorado y esporádicamente implementado desde finales de los 90. La computación 1 a 1 es frecuentemente contrastada con la política de "traer tu propio dispositivo" (BYOD), la cual requiere que el alumnado utilice sus propios portátiles, móviles inteligentes u otros aparatos electrónicos en clase. En cambio, el modelo 1 a 1 ofrece los beneficios de un acceso igualitario, estandarizado, de fácil actualización, además de la capacidad de controlar el progreso estudiantil y el comportamiento en línea.
El modelo se fue transformando durante la primera década del siglo XXI, pasando de la computadora de escritorio a equipos portátiles con conexión a Internet. La dinámica del modelo consiste en entregar a las instituciones educativas dispositivos electrónicos a estudiantes y a docentes en forma individual, de modo que cada uno podrá realizar múltiples tareas,conseguir un acceso personalizado, directo, ilimitado y ubicuo a la tecnología de la información, dando lugar, de manera simultánea a una vinculación entre sí y con otras redes, en un tiempo que excede el de la concurrencia escolar. pueda acceder a Internet, a los materiales de curso digital y a los libros de textos digitales.
Aun así, el Modelo 1 a 1 requiere una inversión institucional sustancial por parte de los Estados Nacionales o instituciones. Además de comprar miles de dispositivos electrónicos, son necesarias inversiones muy importantes que incluyen la instauración, formación de docentes, licencias de software, control, seguridad, actualización y mantenimiento. Por tanto, la relación entre la inversión global y el beneficio del Modelo 1 a 1 es un tema de debate.

## Historia
En los años 90, en los Estados Unidos y Australia se llevaron a cabo las primeras experiencias con computadoras personales, denominadas "una computadora por alumno" o bien el modelo 1 a 1. El Methodist Ladies College de Melbourne, Australia, fue el primer establecimiento en utilizar equipos portátiles individuales y trabajar bajo ideas de Seymour Papert sobre todo en lenguajes de programación.
Durante la primera década del siglo XXI, con computadoras móviles y conexión a Internet. El desarrollo de equipos de computadoras de bajo costo permitió expandirlo desde experiencias de escuelas de élite a proyectos masivos. En esos años Nicholas Negroponte desarrolló el proyecto OLPC (One laptop per child/Una computadora por alumno) que consistía en distribuir computadoras portátiles de bajo costo a todo un sistema educativo. La producción de computadoras en gran escala –como para todos los escolares de un país- permitía a la industria bajar los costos y obtener equipos de un precio de alrededor de 100 dólares. Dotados con una interfase específicamente educativa (Sugar), OLPC salió a la luz con un equipo denominado XO. La iniciativa se replicó con esos u otros equipos en países como India, Israel, Uruguay (Plan Ceibal) y en algunas provincias de la Argentina.[cita requerida]

## Beneficios
Según una investigación publicada por la Universidad de Boston, el valor educativo de 1:1 depende del profesor en el aula. Algunas escuelas incluso han realizado por etapas la integración del Modelo 1 a 1, porque no había ninguna evidencia de beneficios académicos. Otros estudios han mostrado algún progreso en temas concretos, especialmente en escribir puntuaciones, que son correlativas con el uso de las portátiles escolares. La amplia variedad de resultados para los programas 1:1 significa que no hay ningún consenso en sus beneficios o inconvenientes. Debido a que los programas de computación 1:1 pueden tener muchos objetivos, desde mejorar resultados educativos hasta mejorar la igualdad, y estar asociados con una amplia variedad de métodos de enseñanza, es también difícil de juzgar su éxito o valor global.
Los modelos 1 a 1 facilitan la interacción, la colaboración de un grupo, la formación de una red y la participación de todos los participantes de la red.
- Multiplicidad de tareas. Las actividades que se pueden hacer con una computadora incluyen: buscar información, leer textos, consultar libros, ver imágenes estáticas y en movimientos, vídeos, mapas, imagen satélite, realizar actividades en pantalla, tomar fotografías, filmar vídeos, grabar experiencias, realizar publicaciones digitales, tomar parte en simulaciones, las cuales pueden realizarse en forma clara y simple. No se requiere demasiada capacitación técnica par iniciarse.
- Acceso personalizado, directo e ilimitado. El equipo no requiere ser compartido. El usuario se apropia de él, y este funciona como su ambiente de trabajo, su archivo de información. Con los equipos portátiles los alumnos tendrán amplia libertad de acceso a programas, aplicaciones y a Internet, no mediado por el docente, fuera del ámbito aúlico dentro de la escuela y fuera del ámbito escolar.
- Ubicuidad. Se producen y se consumen contenidos en cualquier lugar, lo que facilita el trabajo dentro y fuera de la clase y la movilidad de puestos de trabajo en el aulas.[5]

## Aula aumentada y aprendizaje ubicuo
El concepto de aprendizaje ubicuo sintetiza esta forma menos compartimentada (en tiempos y en espacios) de concebir las prácticas de aprendizaje y de enseñanza. Representa también, como todo desafío, una posibilidad: la de acortar la brecha entre los aprendizajes que suceden en la escuela y los aprendizajes que se ponen en juego en otros ámbitos (la casa, la familia, los medios de comunicación, Internet, etcétera). La idea de un aula aumentada nos ayuda también a pensar en cómo convertir este desafío de un aprendizaje sin tiempos y sin espacios estrictamente delimitados en una posibilidad enriquecedora. Así lo explica Cecilia Sagol (2012) en el vídeo Aprendizaje ubicuo y modelos 1 a 1: Experiencias y propuestas del portal educ.ar

Sobre aprendizaje ubicuo Nicholas Burbules sostiene en una entrevista realizada en 2009: 
"…se produce conocimiento en todas partes, y esta producción de conocimiento tiene lugar todo el tiempo. No es solamente estando en la facultad o en el aula, sino en la casa, en el lugar de trabajo, en el café; los estudiantes están aprendiendo de otras maneras y aprendiendo información nueva en muchos sectores, la mayoría de los cuales no tienen conexión con la facultad, con el colegio, con la escuela. Y creo que esto, que yo llamo “aprendizaje ubicuo”, representa un desafío para las escuelas y los educadores. Desarrollar nuevas asociaciones de colaboración con estos otros lugares de aprendizaje y ayudar a los estudiantes en las escuelas a relacionar el aprendizaje que tiene lugar en otros sitios donde están aprendiendo. Las cosas de la escuela son importantes, pero también es importante relacionarlas con ese aprendizaje en Internet, en la cultura popular, en los medios y la televisión porque esta es una generación que está aprendiendo en muchísimos lugares y en un montón de maneras distintas".
Es importante señalar que a pesar de la ampliación de los espacios de enseñanza y aprendizajes a partir del Modelo 1 a 1, en donde el docente no es la única fuente de información como sucede en un modelo de clases expositivas y donde el estudiante ejerce un papel más activo en el contexto aúlico, el rol docente lejos de ser prescindible en contextos de alto equipamiento se torna más necesaria cuanto más autónoma es la acción de aprendizaje de los alumnos. Con sus equipos individuales, los estudiantes necesitan una guía permanente, un monitoreo de su uso y una mediación para el consumo de la información.
cabe señalar que:
- El docente a cargo del aula es el único que puede operar este tipo de transformaciones, es el operador de cualquier cambio educativo.
- El docente generará el cambio y graduará el uso de los equipos de acuerdo con sus propios objetivos, su trayecto de formación personal y la realidad de su clase.
- El docente irá realizando un uso progresivo de los equipos a medida que se vaya familiarizando con la tecnología, y los incorporará en forma creciente a sus prácticas aúlicas.
- Las transformaciones de la educación con tic se vinculan profundamente con líneas didácticas que los docentes vienen desarrollando, y con transformaciones que la escuela está llevando a cabo, como el constructivismo o el socioconstructivismo, entre otras.[8]

## Experiencias

### La experiencia anglosajona
El modelo 1 a 1 fue implementado en las instituciones escolares desde el inicio de la primera década del Siglo XXI en adelante, es por esto que los resultados y las investigaciones son recientes y con resultados diversos. Sin embargo, se llevaron adelante en distintas localidades y estados algunas evaluaciones de diversos programas donde se otorgó una computadora por niño. En la mayoría de los casos, se afirma que los resultados se pueden observar al menos, luego del tercer año de implementación.
En Estados Unidos, un trabajo que intentó recaudar hallazgos y evidencias de las experiencias en este país fue aquel publicado por Holcomb (2009) en el que concluyen es que a la hora de trabajar con TIC deben tenerse expectativas realistas y no desmesuradas de su incorporación a ámbitos educativos. En primera instancia, sus efectos requieren de tiempo para ser mejor evidenciados. Por otro lado, el estudio afirma que es recomendable que sean los docentes quienes reciban primero las computadoras para que puedan probarlas, familiarizarse y confíen en su utilización. Otra sugerencia es que los estudiantes se lleven las computadoras a sus hogares para que tengan un contacto permanente con la tecnología sin interrupciones entre el espacio escolar y extra escolar.
También se realizó un estudio longitudinal (2009) de casos en Reino Unido, McFarlane, Triggs y Ching Yee donde se evaluaron el impacto y uso didáctico de los recursos móviles en las aulas. Algunas de las conclusiones del estudio fueron que facilita el trabajo individual, cooperativo e interactivo en la clase; aumenta la motivación de los estudiantes; permite el intercambio de ideas y construcción de conocimiento; incrementa la participación en la clase; incrementa la autonomía en los estudiantes; hace el aprendizaje más flexible, entre otros.

### Experiencias pioneras en América Latina
Algunos ejemplos implementados del Modelo Computacional 1 a 1 pueden encontrarse en algunos países latinoamericanos, región en donde la República de Uruguay fue pionera desde el año 2006, seguido por Chile en 2009 y Argentina en 2010.
Los proyectos y políticas en los sistemas educativos del modelo 1:1 en estos países comenzaron a desarrollarse desde el año 2005 en Uruguay en adelante, Brasil 2009 y Argentina 2010, entre otros. Si bien los estudios respecto a estas experiencias son incipientes, existen algunas conclusiones, además de recomendaciones y desafíos que se presentan a partir de la inserción del modelo 1:1 en países anglosajones.
Es importante reconocer que los contextos y condiciones de puesta en marcha de los proyectos latinoamericanos son distintos y por ende, las recomendaciones son ideas clave, ejes, referencias a tener en cuenta, no determinantes.
La primera recomendación que se elabora tiene que ver con evitar el utopismo tecnológico o el tecnocentrismo; la presencia de tecnología en las aulas es una condición necesaria pero insuficiente para la mejora y cambio educativo. Como dice Eva Da Porta al respecto (2006) “los medios y las tecnologías ya están en la escuela porque están en la cultura misma de los alumnos y los docentes. Ese no es hoy el problema. El problema hoy es qué hacer con ellas” (p.175). De ahí el desafío de las políticas públicas en evitar el tecnocentrismo, que olvidan dimensiones pedagógicas, curriculares y didácticas. Así, deberían pensarse ejes transversales, respecto a la incorporación de computadoras y tecnologías en las aulas, orientados a pensar estrategias para mejorar el aprendizaje y las relaciones tendientes a cumplir los objetivos de enseñanza.
En esta misma línea, otra de las recomendaciones es aquella sobre los actores involucrados a la hora de incorporar la tecnología en el aula: los docentes. En este sentido, se propone cuestionar el enfoque de enseñanza tradicional para que la incorporación de las computadoras no tenga solo que ver con reemplazar el papel por la pantalla. De ahí que la formación docente y de profesores debe incorporar las TIC’s, la formación en competencias digitales y el uso educativo de las mismas. A su vez es necesario que estas innovaciones y cuestionamientos sobre los modos y estrategias de enseñanza con TIC, sean llevados más allá de los docentes y estudiantes, entendiendo el debate como una cuestión crucial en las instituciones educativas.
Otras recomendaciones sobre el modelo 1 a 1 son aquellas vinculadas a las inversiones en software y hardware, es decir, la infraestructura que hará posible una óptima incorporación de la tecnología en la escuela. Esta discusión tiene que ver con las estrategias de administración y gestión de los usuarios (con fines educativos). Por otro lado, la necesidad de evaluación en la implementación de los programas y políticas educativas que permitan hacer seguimiento y mejoramiento de los mismos, desde infraestructura, pasando por la formación docente, los recursos didácticos, las estrategias de enseñanza, los costos e inversiones económicas, entre otros.

#### Argentina

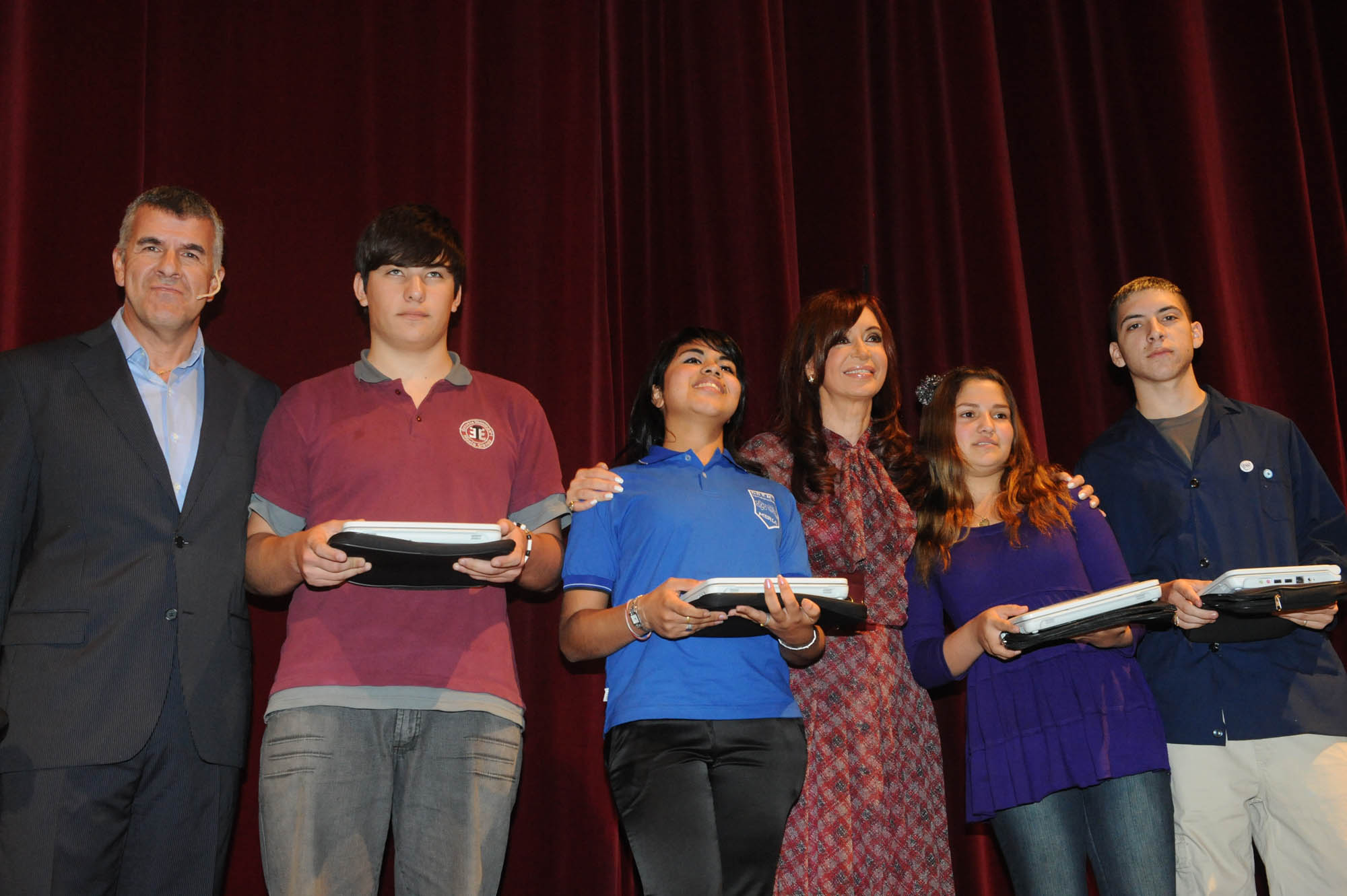
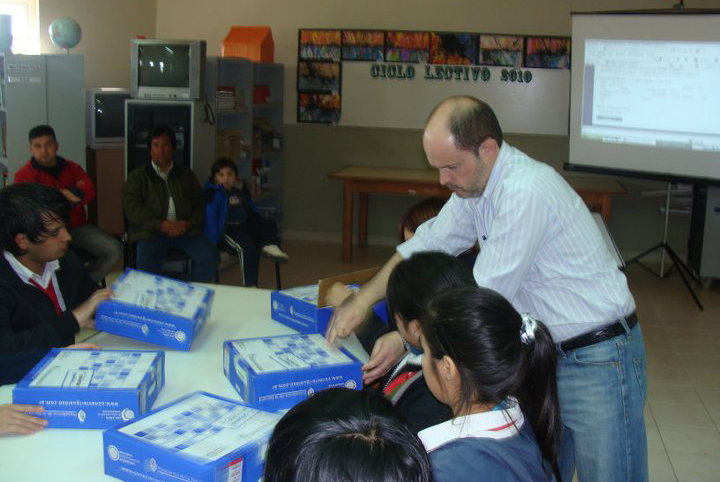

En este país en el año 2010 se inició el modelo 1 a 1 que recibió el nombre de Proyecto Conectar Igualdad, cuyo nivel de implementación se llevó adelante en escuelas secundarias, escuelas de educación especial y entre estudiantes y profesores de los últimos años de institutos de formación docente. Este proyecto fue creado por decreto del Gobierno Nacional 459/10 bajo la Ley de Educación 26206 y tuvo un alcance hasta el 2011.

Esta nueva tecnología hizo que 472.242 docentes se capacitaran mediante cursos semi presenciales. En total se entregaron 1.799.358 equipos cuyas características son: los equipos Portátiles EXO con procesador de 1,6 Ghz, con memoria RAM de 2GB y capacidad del disco rígido interno de 160 GB, con una proyección de 3 millones de equipos. 

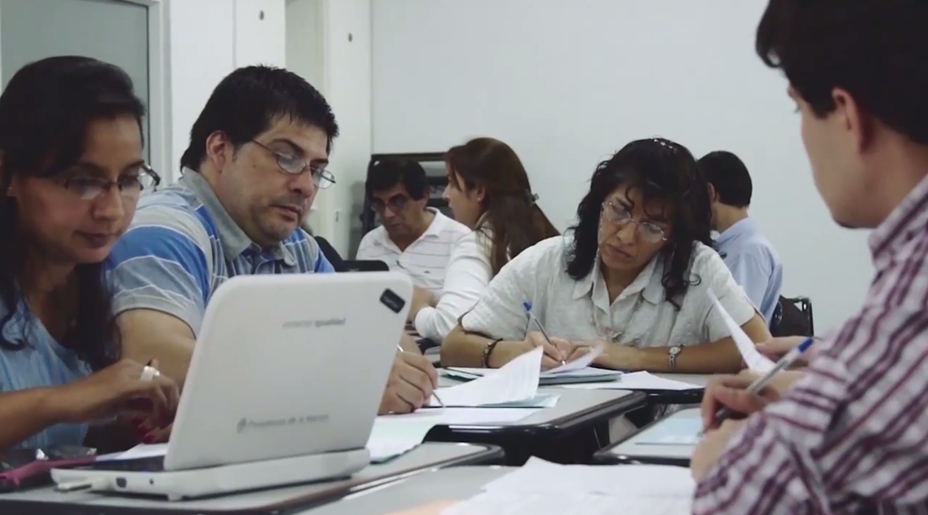
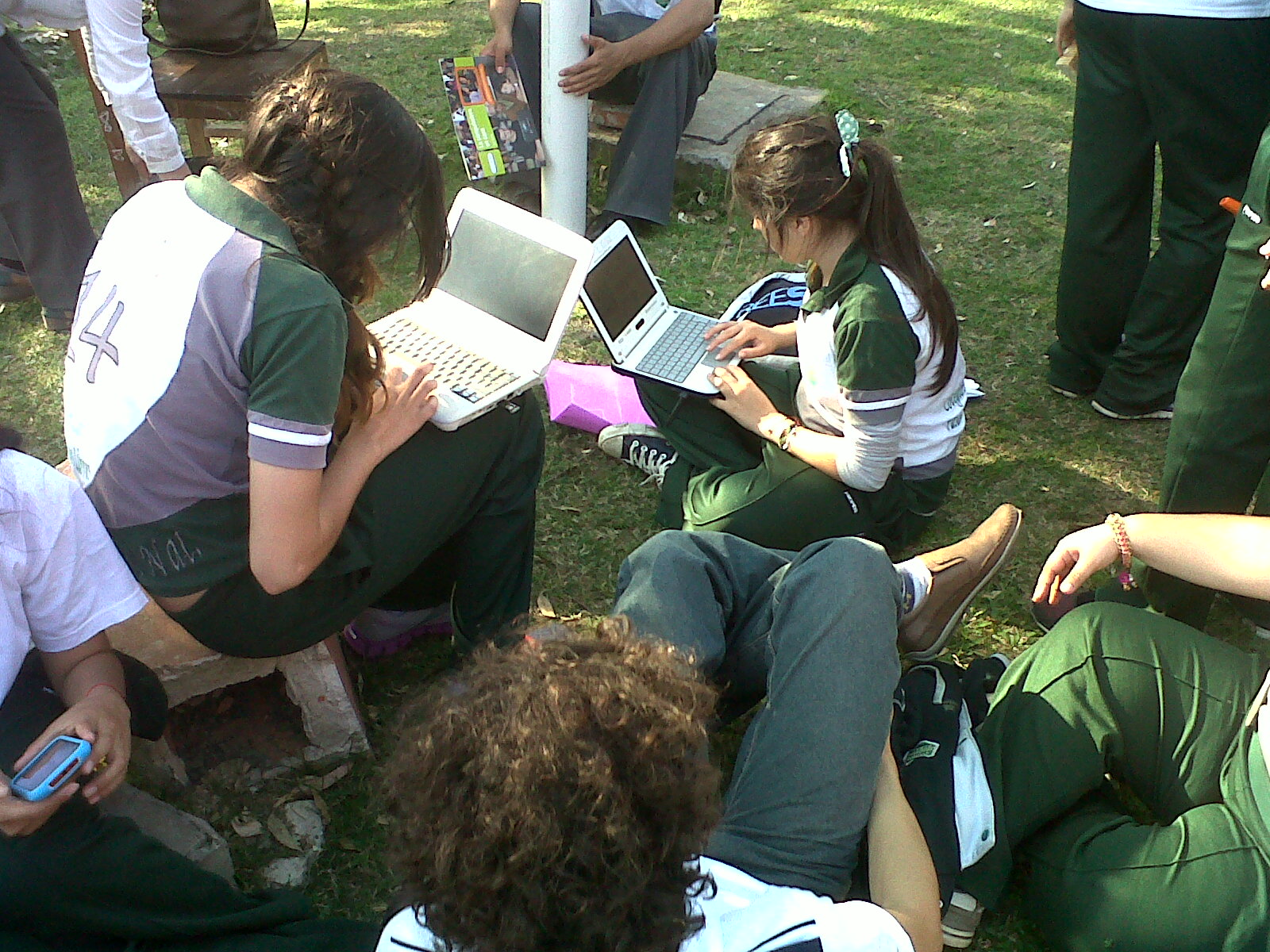
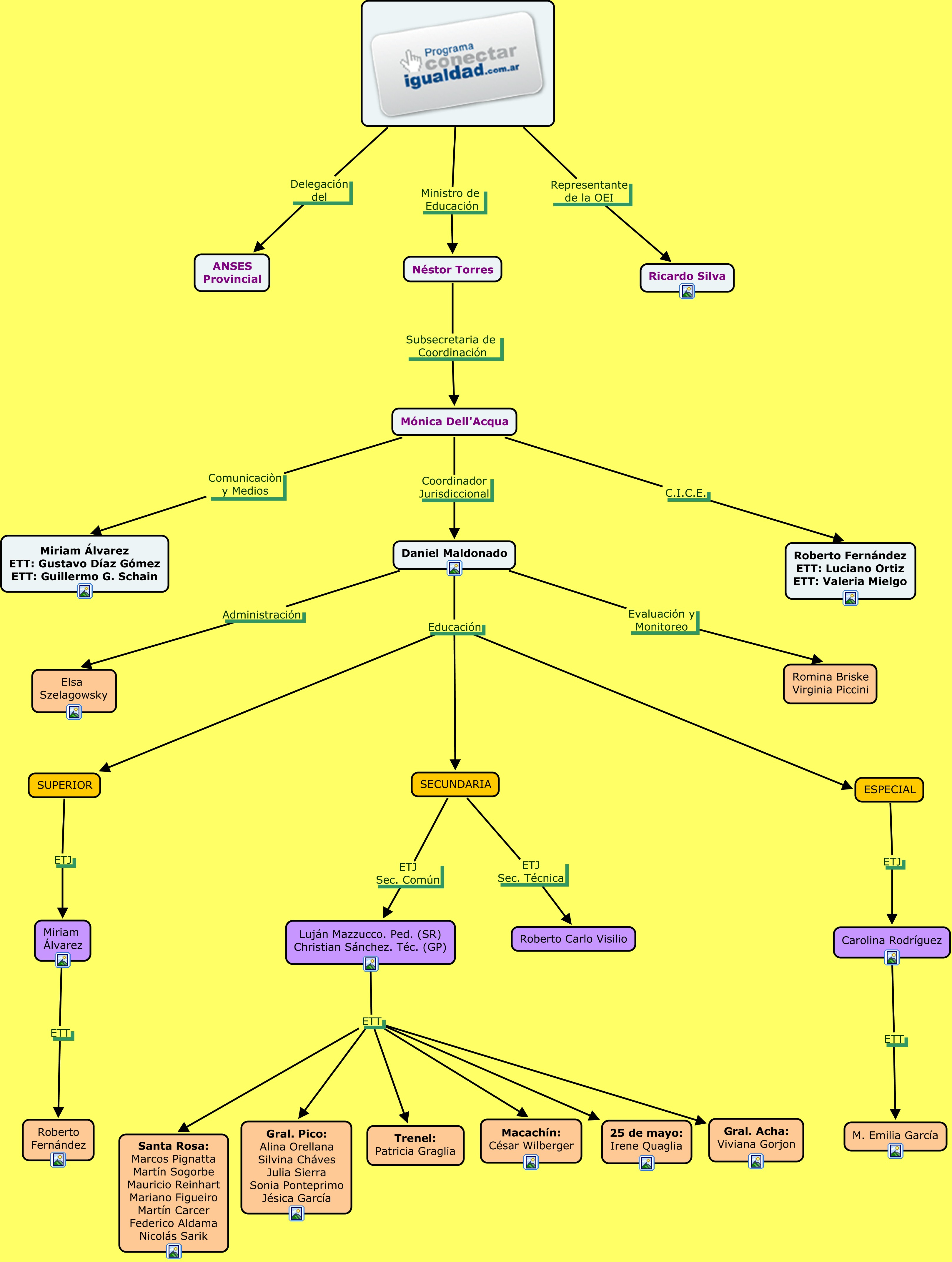

## Otras lecturas
- Bebell, D.; O'Dwyer, L. M. (January 2010). "Educational Outcomes and Research from 1:1 Computing Settings". Journal of Technology, Learning, and Assessment 9 (1). Archived from the original (PDF) on January 2010.
- Cuban, L. (2006). "Cuban Op-Ed: The Laptop Revolution Has No Clothes". Education Week 26 (8). Archived from the original on 17 October 2006.
- Grimes, D.; Warschauer, M. (2008). "Learning with laptops: A multi-method case study" Archivado el 1 de agosto de 2013 en Wayback Machine. (PDF). Journal of Educational Computing Research 38 (3): 305–332. doi:10.2190/ec.38.3.d.
- Jaillet, A. (2004). "What Is Happening with Portable Computers in Schools?". Journal of Science Education and Technology 13 (1): 115–128. doi:10.1023/b:jost.0000019644.31745.9e.
- Lengel, James (mayo de 2016). Education 1.2.1: How Best to Provide a Device for Every Student (1.0 edición). iBooks. p. 225. Consultado el 14 de junio de 2016.
- Penuel, W. R. (2006). "Implementation and Effects of One-to-One Computing Initiatives: A Research Synthesis". Journal of Research on Technology in Education 38 (3): 329–348. doi:10.1080/15391523.2006.10782463.
- Silvernail, D. L.; Pinkham, C.; Wintl, S.; Walker, L.; Bartlett, C. (agosto de 2011). «A Middle School One-to-One Laptop Program: The Maine Experience». University of Southern Maine. Archivado desde el original el 4 de marzo de 2016.
- Zucker, A.; Light, D. (2009). "Laptop Programs for Students". Science 323 (5910): 82–85. doi:10.1126/science.1167705.

- Datos: Q7093606